# 飯田貢
飯田 貢（いいだ みつぐ、1962年 <昭和37年> 7月 - ）は、日本の地方公務員。名古屋市上下水道局長、名古屋観光コンベンションビューロー理事長を歴任。

## 人物・経歴
1985年3月 名古屋大学経済学部経営学科卒業、同年4月 名古屋市役所入庁。1994年 (平成6年) 4月 経済局付主査（財団法人名古屋観光コンベンションビューロー出向）、2002年4月 市民経済局付主幹（財団法人名古屋市文化振興事業団派遣）、2009年４月 交通局営業本部営業統括部長、2015年４月 財政局税務監、2016年４月 同市中区長、2017年6月 財政局長、2020年 (令和2年) 4月 上下水道局長。日本下水道協会経営委員長。2022年10月 コロナ禍の影響で３年ぶりとなった日本水道協会全国会議・研究発表会の同市開催に貢献。2023年3月 東邦ガスネットワークと管路施設の維持管理や人材育成など技術分野全般におけるさらなる連携を図ることで、双方の事業の将来にわたる安定的かつ持続的な運営の確保に寄与することを目的に「技術協力に関する基本協定」を締結した。同月 名古屋市役所を退職。同年6月 名古屋観光コンベンションビューロー理事長に就任。